# اچ‌ام‌اس کانوی (کشتی مدرسه)
اچ‌ام‌اس کانوی (کشتی مدرسه) (به انگلیسی: HMS Conway (school ship)) یک کشتی بود که طول آن ۱۲۵ فوت (۳۸ متر) بود.